# Исихий Доростолски
Свети мъченик Исихий от Дуросторум е раннохристиянски светец, станал мъченик на вярата, екзекутиран в Дуросторум (Доростол), днешна Силистра, България през IV век.
Според житието му, Исихий е жител на римския град Дуросторум по време на Диоклециановите гонения. Той е сподвижник на свети Юлий, на чиято екзекуция в същия град присъства и също се разкрива като християнин. Според живелия век по-късно Йероним Блажени, този акт довежда до смъртната присъда на Исихий, който е посечен с меч на 15 юли 304 г. Изследователите предполагат, че на мястото, на което са изпълнявани присъдите над християни, сред които е и св. Исихий, през първата половина на IV в. е издигната епископската базилика на град Дуросторум. 